# Fiesta del Pescado a la Teja
La Fiesta del Pescado a la Teja tuvo lugar en la Bodega Las Albinas en la calle Arroyuelo de Chiclana de la Frontera (Cádiz) España. Entre 1952 y 1970 el primer domingo después del día de Reyes. La fiesta fue ideada por los propietarios de dicha bodega, Pepe Virués Vela y Manolo Moreno Verdugo. Durante esta fiesta  se homenajearon a toreros, periodistas y escritores. Entre estos últimos pueden destacarse a José María Pemán y Fernando Quiñones, que fueron asiduos.

## Gastronomía
Durante las celebraciones se servía pescado a la teja y vinos finos, dulces, olorosos y amontillados propios del marco de Jerez elaborados por los anfitriones. El pescado a la teja se prepara con lisa de estero (liza ramada) asada en brasas de sapina (arthrocnemum macrostachyum) y servida en una teja de barro. En palabras de Venancio González, "esa teja de medio barquillo andaluz, recipiente propicio para depositar la humeante silueta de la lisa, que aun nos mira asombrada, después de haber recibido el suplicio en el rescoldo de la sapina".

## Orígenes
En 1951, durante la tradicional celebración del día de año nuevo de la Bodega Las Albinas, uno de los clientes, Antonio Serrano, agasajó a los allí reunidos con una caja de lisas de estero. Las lisas fueron asadas en un lecho de sapina o hierba salinera. Al no disponerse de platos suficientes, se recurrió al alfar que para la fabricación de tejas antiguamente existía en el mismo inmueble de la bodega. Así, las lisas fueron servidas sobre tejas convenientemente lavadas para alborozo de los presentes.

## Recuerdo Poético
De grato recuerdo fueron las líneas que para la ocasión de su homenaje fueron pronunciadas por José María Pemán:

El Pescado a la Teja
¡Ay!, levante de Cádiz: salinero
descalzo por la arena: sin sombrero de nubes, ni corbata.
Corre, vuela, evapora, le arrebata
la sal ferruginosa y escarlata, al agua mansa,
y queda en el estero
la propina rumbosa de una lisa de plata.
La lisa con sabor de luz y cántico
leve como son leves en el aire las velas.
¡El que come una lisa cruza todo el Atlántico
y llega a un nuevo mundo con sus tres carabelas!
¡Oh pescado a la teja!:
Alivio de pesares,
sueño del paladar,
gracia y consuelo.
¡Comerte en Las Albinas con vino de este suelo
es comer luz y plata robada de los mares
sobre tejas robadas del tejado del cielo.

## Ediciones y homenajes
Hubo en total 16 ediciones de la Fiesta del Pescado a la Teja:
- 1951 Inicio casual del pescado a la teja durante la celebración de año nuevo de la Bodega Las Albinas.
- 1952 Homenaje a los fundadores José Virués Vela y Manolo Moreno Verdugo.
- 1953 Homenaje a Rafael Ortega Domínguez (1921-1997), torero.
- 1954 Homenaje a Pepín Jiménez (1927-1955), torero.[3]
- 1955 Homenaje a la Peña Carnavelesca los Milagros de Cádiz
- 1956 Homenaje a Aurelio Sellés (1887-1974), cantaor.[6]
- 1957 Homenaje a Venancio González García (1917-2001), médico y escritor.[7]
- 1958 Homenaje a Joaquín Buendía Peña, ganadero.[8]
- 1959 Homenaje a José María Pemán (1897-1981), escritor.
- 1960 Homenaje a los hermanos Diego y José de las Cuevas Velázquez-Gaztelu (1918-1992), periodistas.
- 1961 Homenaje a Fernando Quiñones (1930-1998), escritor.
- 1962 Homenaje a Antonio Díaz-Cañabate (1898-1980), periodista.
- 1963 Homenaje a Domingo Ortega (1906-1988), torero y ganadero.
- 1964 Homenaje a Álvaro Domecq Díez (1917-2005), rejoneador y ganadero.
- 1966 Homenaje a Eduardo Gener Cuadrado (1901-1986), escritor.[9]
- 1970 Homenaje a Emilio de la Cruz Hermosilla (1926-1993), periodista.[10]

## Legado
La calle de Chiclana de la Frontera (Cádiz, España) llamada La Teja recuerda esta celebración, hoy extinguida. 
La antigua sede de la Bodega Las Albinas ha acogido varios eventos lúdicos y culturales a lo largo de los años en recuerdo de la Fiesta del Pescado a la Teja.